# Jenna Gibbons
Jenna G (Jenna Gibbons) (Manchester, 21 de fevereiro de ?) é uma cantora e MC britânica, nascida na Inglaterra.

## Carreira
Jenna G começou sua carreira muito nova, influenciada pela vida musical de seu pai e sua mãe. Aos 14 anos ela passou a apresentar e ser DJ em uma estação de rádio pirata. Assim, Jenna aprendeu a mixar e a se preparar para a faculdade.
Jenna fez faculdade de Música e Direção de Mídia em Manchester. Com o aprendizado adquirido e a experiência no cenário urbano de Manchester, cantando ao vivo na estação pirata Love Energy, ela passou a se inspirar em sons underground e juntamente com um grupo de MCs e DJs formou o Raggabeats Crew, que depois virou um grupo de hip-hop chamado Subliminal Darkness.
Quatro anos depois, Jenna saiu do grupo e tornou-se residente como MC e vocalista na festa Eardrum na casa noturna DryBar onde, junto com outros MCs e uma banda, Jenna improvisava letras e rimas nas noites de sábado.

### Un-cut
Cantando em shows pela cidade, Jenna G conheceu Darren e 2D, uma dupla de produtores e DJs que formavam o Future Cut, que estavam à procura de uma cantora. Assim os três formaram o grupo Un-cut em 2000. Juntos por cerca de 3 anos, o grupo aproveitou para passar por diversas áreas da música eletrônica. E também nesse período Jenna realizou uma de suas paixões: atuar como atriz, participando de Strumpet (2001), da BBC TWO.
O primeiro single do Un-cut, Midnight, vendeu 10.000 cópias nas primeiras semanas e trouxe muita atenção ao trabalho do trio. Em 2001, o Un-cut assinou com a EMI e em junho daquele ano com a Warner's M Records. O álbum de estreia saiu em julho de 2003, junto com o relançamento do single Midnight.

### Solo
Com o fim da banda no começo de 2004, Jenna G continuou a cantar e escrever músicas para a EMI, o que levou-a a trabalhar com diversos artistas. Além disso, ela fez outro trabalho como atriz no filme Two, além de outros para a televisão.
Como DJ, Jenna juntamente com Twin B apresenta um programa na rádio 1Xtra nas tardes de sábado.
Em 2005, Jenna G passou a preparar músicas para seu álbum de estreia, lançado em março de 2006 pela Bingo Beats, gravadora de DJ Zinc.

## No Brasil
Devido ao sucesso de suas músicas na cena drum'n'bass brasileira, a agência Bulldozer trouxe Jenna G para apresentar-se em 17 de março de 2006 em São Paulo no clube Emuzik, juntamente com os DJs Marky e Cezar Peralta, na festa DJ Marky & Friends.

## Discografia

### Singles
- Jenna G - Woe (D Kay remix) / Silent Wonder (D-Bridge remix) - (Bingo Beats, novembro de 2005)
- Jenna G - Quick love feat. Nu Tone / Rising feat. Artificial Intelligence - (Bingo Beats, novembro de 2005)
- Jenna G - Quick love (Zinc remix) / Pilgrimage - (Bingo Beats, novembro de 2005)

### Álbuns
- For Lost Friends (Bingo Beats, março de 2006)